# Аше (коммуна)
Аше́ (фр. Achey) — коммуна во Франции, находится в регионе Франш-Конте. Департамент — Верхняя Сона. Входит в состав кантона Дампьер-сюр-Салон. Округ коммуны — Везуль.
Код INSEE коммуны — 70003.

## География

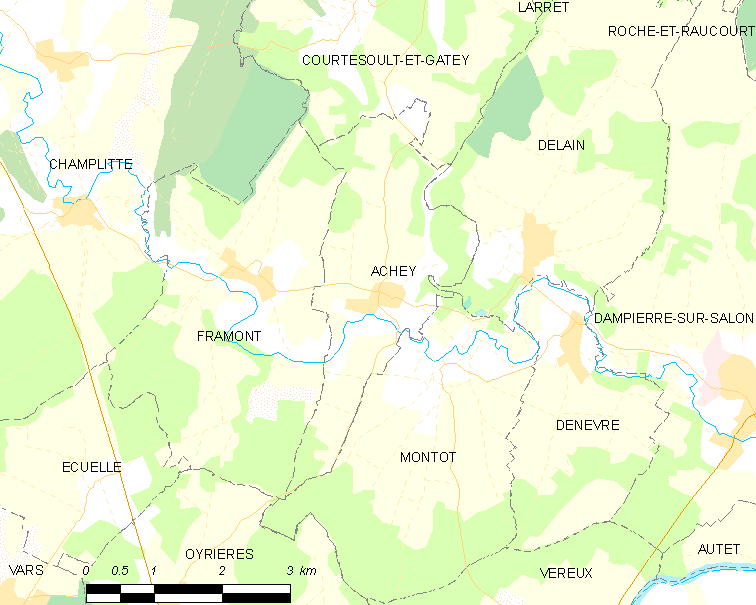
Карта коммуны

Коммуна расположена приблизительно в 280 км к юго-востоку от Парижа, в 50 км северо-западнее Безансона, в 45 км к западу от Везуля.
По территории коммуны протекает река Салон, приток Сены.

## Население
Население коммуны на 2010 год составляло 71 человек.
| 1962 | 1968 | 1975 | 1982 | 1990 | 1999 | 2010 |
| ---- | ---- | ---- | ---- | ---- | ---- | ---- |
| 95   | 94   | 75   | 74   | 63   | 55   | 71   |

## Экономика
В 2010 году среди 42 человек трудоспособного возраста (15—64 лет) 29 были экономически активными, 13 — неактивными (показатель активности — 69,0 %, в 1999 году было 68,8 %). Из 29 активных жителей работали 26 человек (17 мужчин и 9 женщин), безработными было 3 (1 мужчина и 2 женщины). Среди 13 неактивных 4 человека были учениками или студентами, 5 — пенсионерами, 4 были неактивными по другим причинам.

## Достопримечательности
- Церковь Св. Мартина (XV век). Исторический памятник с 1980 года[3]